# Bruchidius sandali
Bruchidius sandali là một loài bọ cánh cứng trong họ Bruchidae. Loài này được Pic miêu tả khoa học năm 1932.